# Brachioppiella assamica
Brachioppiella assamica är en kvalsterart som beskrevs av Chakrabarti och Talukdar 1982. Brachioppiella assamica ingår i släktet Brachioppiella och familjen Oppiidae. Inga underarter finns listade.